# Lion-en-Beauce
Lion-en-Beauce là một xã trong tỉnh Loiret, vùng Centre-Val de Loire bắc trung bộ nước Pháp. Xã này nằm ở khu vực có độ cao từ 121-137 mét trên mực nước biển.